# Theodor von Gaffron-Kunern
Theodor Maximilian Hermann Freiherr von Gaffron-Kunern (* 23. September 1823; † 10. April 1899 in Patschkau, Provinz Schlesien) war ein schlesischer Gutsbesitzer, preußischer Kammerherr und Politiker als Mitglied des Preußischen Herrenhauses.

## Familie
Theodor Freiherr von Gaffron-Kunern entstammte der schlesischen Uradelsfamilie Gaffron. Er war der Sohn von Herrmann Freiherr von Gaffron-Kunern und der Johanna Röstel. Sein Bruder war Rudolph von Gaffron, General in der k.u.k. Armee. 1849 heiratete er in Prieborn Marie von Schönermark (* 1828; † 1897), Gutsherrin auf Krieblowitz. Das Ehepaar hatte vier Kinder: Hans Max. Georg (* 1851; † 1853), Margarete Johanna Karoline (* 1855; † 1857), Max Theodor Hermann (* 1852; † 1908) und Anna Maria Hedwig (* 1858; † 1917). Den beiden letztgenannten gehörte gemeinsam Gut Haltauf. Tochter Hedwig war die zweite Ehefrau des Oberstleutnant Leo Edler von Planitz und wurde wieder geschieden. Der Sohn Max begann seine Offizierslaufbahn im preußischen Husaren-Regiment „von Zieten“ (Brandenburgisches) Nr. 3, war zuletzt Major und blieb ledig.

## Leben
Von Gaffron-Kunern besuchte 1838 die Ritterakademie in Liegnitz, trat später in die preußische Armee ein (letzter Dienstgrad Major im 4. Niederschlesischen Landwehr-Regiment Nr. 51), wurde 1861 zum preußischen Kammerherrn ernannt und war zwischen 1865 und 1871 Landrat des Kreises Münsterberg. 1872 trat er auf Präsentation des Grundbesitzerverbandes im Landschaftsbezirk Münsterberg ins Preußische Herrenhaus ein.
Seit 1867 war er Rechtsritter des Johanniterordens und besaß zudem folgende Orden: Roter Adlerorden 4. Klasse, Kronenorden 4. Klasse, Eisernes Kreuz 2. Klasse am weißen Band, Bayerischer Militärverdienstorden der 1. Ritterklasse, Großherzoglich Hessisches Militär-Sanitätskeuz und den Großherzoglich Sächsischen Hausorden der Wachsamkeit in der Comthur-Klasse ohne Stern. Theodor von Gaffron-Kunern war Mitglied des Schlesischen Forstvereins.
Nach dem Verkauf seiner Güter am 17. November 1882 an das Haus Sachsen-Weimar verlor er seinen Mitgliedschaft im Herrenhaus und seine Kinder den Freiherrenstand, da dieser mit dem Gut Kunern verbunden war. Zuletzt war er als Direktor des Münsterberg-Glatzer Fürstentumslandschaft tätig, zog sich nach Patschkau in Oberschlesien zurück, wo er 1899 verstarb.